# Lockport (New York)
Lockport is een plaats (city) in de Amerikaanse staat New York, en valt bestuurlijk gezien onder Niagara County.

## Demografie
Bij de volkstelling in 2000 werd het aantal inwoners vastgesteld op 22.279.
In 2006 is het aantal inwoners door het United States Census Bureau geschat op 21.035, een daling van 1244 (-5.6%).

## Geografie
Volgens het United States Census Bureau beslaat de plaats een oppervlakte van
22,4 km², waarvan 22,1 km² land en 0,3 km² water. Lockport ligt op ongeveer 156 m boven zeeniveau.

## Plaatsen in de nabije omgeving
De onderstaande figuur toont nabijgelegen plaatsen in een straal van 20 km rond Lockport.

## Geboren
- Othniel Charles Marsh (1831-1899), paleontoloog
- William G. Morgan (1870-1942), uitvinder van volleybal
- Joyce Carol Oates (1938), schrijfster
- William Gregory (1957), astronaut
- Timothy McVeigh (1968-2001), terrorist